# جون غودسن
جون غودسن (بالإنجليزية: John Goodson)‏ هو لاعب كرة قدم أمريكية أمريكي، ولد في 18 مارس 1960 في هيوستن في الولايات المتحدة.